# Palatul Poștelor din București
Palatul Poștelor este o construcție monumentală aflată în cuprinsul vechiului Centru Istoric al Bucureștiului, pe Calea Victoriei nr. 12, actualmente fiind sediu al Muzeului Național de Istorie a României.

## Pregătirile pentru construcția Palatului Poștelor
În 1892 a fost elaborată legea pentru construirea Palatului Poștelor. În vremea aceea, poșta ținea de Ministerul de Interne, care a fost însărcinat să aloce o sumă substanțială. În lege se specifica: «Se deschide pe seama Ministerului de Interne un credit de 3.000.000 de lei aur, care se va acoperi printr-o emisiune de rentă sau prin orice alte mijloace va găsi guvernul mai nimerit».
În același timp, arhitectul Alexandru Săvulescu, desemnat să realizeze planurile noii clădiri, a fost trimis să viziteze mai multe capitale europene și să studieze clădirile de poștă de acolo, împreună cu directorul poștelor de atunci, Ernest Sturza. Au sudiat palatele poștelor din Paris, Viena, Torino, Milano, Veneția, Budapesta, Zurich și Geneva. La întoarcere s-a elaborat un plan care a fost înaintat Ministerului de Interne. Acesta a avut ca inspirație și ca model clădirea poștei din Geneva.
Edilii orașului București au hotărât să înalțe Palatul Poștelor pe un teren pe care, în secolul al XVII-lea, se aflau casele marelui agă Constantin Bălăceanu, pe locul cărora domnitorul Constantin Brâncoveanu a construit un mare han ce i-a purtat numele ("Hanul Constantin Vodă"). Incendiul din anul 1847, care a cuprins o mare parte din oraș, a distrus hanul, ale cărui ruine au fost demolate până în 1862. Terenul se afla de cealată parte a străzii, față în față cu cel pe care s-a construit, în aceeași perioadă, Palatul C.E.C..

## Construcția Palatului Poștelor

Palatul Poștei - fotografie de epocă

Lucrările de construcție efectivă a palatului au început în 1894, la punerea pietrei de temelie fiind prezenți, în cadrul unei ceremonii, regele Carol I al României, prim-ministrul Lascăr Catargiu, miniștrii cabinetului, prefectul poliției și primarul Capitalei..
Planurile Palatului Poștelor și Telegrafului au fost realizate de arhitectul Alexandru Săvulescu în stil neoclasic, care amintește de arhitectura palatului poștelor din Geneva. Fațada principală are trepte pe toată lungimea ei și un portic susținut de 10 coloane dorice. Extremitățile, formate din două volume proeminente, sunt înălțate și acoperite de câte o cupolă.
Palatul a fost inaugurat în anul 1900, pentru beneficiarul său inițial, Poșta Română.

## Schimbarea destinației Palatului
Poșta centrală a orașului a funcționat în acest palat până în 1970, când au început lucrări de renovare a clădirii și de amenajare a Muzeului Național de Istorie, inaugurat în anul 1972.
La 29 aprilie 2012, pe treptele palatului a fost dezvelită Statuia împăratului Traian, cu o înălțime de 2,15 metri, turnată din aproximativ 500 de kilograme de bronz. La inaugurarea monumentului, directorul Muzeului Național de Istorie, Ernest Oberländer Târnoveanu, a declarat că “Muzeul are mari probleme de structură, mai ales la colțuri și în partea dinspre Calea Victoriei (unde e montată statuia). De aceea, clădirea urmează să intre în consolidare. În aceste condiții, cele 500 kg nu fac deloc bine muzeului, mai ales în zona treptelor, care și așa sunt șubrede”.